# Paratelphusa
Paratelphusa is een geslacht van vlinders van de familie tastermotten (Gelechiidae).

## Soorten
- P. griseoptera Janse, 1958
- P. reducta Janse, 1958